# 小杉竜一
小杉 竜一（こすぎ りゅういち、1973年（昭和48年）7月5日 - ）は、日本のお笑いタレント。お笑いコンビブラックマヨネーズのツッコミ担当。相方は吉田敬。
京都府京都市右京区（現・西京区）桂出身。吉本興業所属。京都府立桂高等学校卒業。

## 来歴
高校時代からお笑いをやりたいと考えていたが、親に言い出せなかったため大学に行きながら密かに始めようと思っていたが、入試は不合格だった。1年浪人後も受からなかったため、大学に行くのを諦めて芸人になることを決める。既にNSC入学願書の締切が過ぎていたため、1年間アルバイトで生活を送った後に入学する。
高校時代の同級生と『関西キング』というお笑いコンビを組んでいたが、程なくして解散（決して、コンビ仲が悪かったわけでは無い）。その後、1998年に吉田敬と『ブラックマヨネーズ』を結成し、現在に至る。2005年、第5回M-1グランプリで優勝。
芸人育毛企画『K-BO-BO-プロジェクト』に参加したが、『伝統芸能ハゲ踊り』を守り次世代に託すためにプロジェクトメンバーから脱退した。
2010年11月12日、吉田の紹介で知り合い、約2年前から交際を始めた14歳年下の大阪府の元歯科助手の女性と11月7日に婚姻届を出しできちゃった結婚していたことを発表。同時に女性が妊娠4ヶ月だったことも発表された。2011年4月22日に、第1子となる男児が誕生した。2016年1月12日、第2子女児が誕生。2020年7月、第3子男児が誕生。吉田は夫人と呑んだ際、夫人が小杉のファンであることを知る。小杉を電話で呼び出し紹介した。夫人は小杉を「竜にゃん」、小杉は夫人を「ポコにゃん」と呼び合う仲。

## プロフィール
- 身長170 cm、体重116 kg[2]。血液型O型。
- 趣味：USJ通い[9]。
- 趣味：空手[2]（一級茶帯。かつて極真会館京都支部に在籍。川畑幸一の門下生だった）[10]。
- 高校在学中はラグビー部に所属していた[11]。
- 好きなアーティスト：B'z[12]。
- 好きな女性芸能人：木﨑ゆりあ（元AKB48）[13]。
- 高祖父がアメリカ人（混血度16分の1）[14]。
- 関西出身だが大の巨人ファンである（なお相方の吉田は大の阪神ファン）[15]。

### 芸風と評価
- 「ヘイヘイオーライ!」というギャグを持っていたが[16]、後に「ヒーハー!」というギャグが持ちネタになっている。
- 「ヒーハー!」は、『ネプリーグ』（フジテレビ）のコーナー「ファイブツアーズバギー」で、スタッフから漢字を解答し終える度にカメラに向かってリアクションを求められる中で、バギーを乗っている状況と世紀末のような周囲の雰囲気から、北斗の拳の雑魚キャラクターのイメージで発したリアクションがきっかけで生まれた[17]。その後、『もしものシミュレーションバラエティー お試しかっ!』の企画「帰れま10」において、「ヒーハー!」の文字とカウボーイ風男性のイラストがプリントされているTシャツが作られた[18]。

### その他
- 非喫煙者[10]。
- 中古車のE46型BMW・3シリーズを所有している[10]。
- 大阪のテーマパーク「ユニバーサル・スタジオ・ジャパン」の常連客。『人志松本の○○な話』に「好きなものの話」で出演した際には、ウッディー・ウッドペッカーのファンだと語っている[19]。その一方で、同じく大阪に存在する遊園地「ひらかたパーク」においても、イメージキャラクター「ひらパー兄さん」を担当しCMにも出演していた。その後、京阪本線沿線出身かつ父が京阪電気鉄道社員だった吉田によりこの二股疑惑が追及され、「ユニバーサル・スタジオ・ジャパン」には50回以上行っているなどのことから「ひらかたパーク」側から不信任案が提出され、吉田との間で「2代目ひらパー兄さん選挙」を行なうこととなり[20]、来園者によって投票が行なわれた結果、小杉が圧勝し引き続き「ひらパー兄さん」を務めることになった[21]。（現在の「ひらパー兄さん」は枚方市出身の岡田准一が担当）
- 2017年11月26日に行われた、第7回大阪マラソン・チャレンジランの部（8.8km）に出走したものの、制限規定内の1時間50分を約3分超過する記録でゴール地点に辿り着いた[22]。
- 翌2018年10月8日、約1か月半後の同年11月25日に開催される第8回大阪マラソン・フルの部（42.195km）へ、小杉自身初のフルマラソンに挑戦する事を発表[23]。ところが小杉の体脂肪率は46.7％を測定、体重も最高の119.2kgと巨大化に[24]。そこから約8kg減量し練習をこなし続けたが[25]、マラソン本番前から足の裏の痛みが引かず、さらにマラソン本番中太股を痙攣させるアクシデントも発生して、結果30.6kmの関門通過地点には間に合わず、完走ゴールを果たせなかった[26]。2019年12月1日に開催された第9回大阪マラソンでは、5時間40分53秒で完走した。
- 北海道テレビの番組『水曜どうでしょう』の20年来のファンである[27]。
- 2020年1月、体重120キロにまで増え、へそ付近が膨らんでいる臍（さい）ヘルニアを発症。
- 2022年8月3日放送分の『ホンマでっか!?TV』で、2019年に低糖質高脂質の糖質制限で32㎏のダイエット[28]に成功したことを話すが、東京疲労・睡眠クリニックの院長を務める梶本修身は「実は一番やっちゃいけないことやっていて。糖質制限って危険なんですよ」と駄目出しし「ケトン体が増えすぎるとケトンアシドーシスという状態が生じて、体が酸性に傾いた状態になって、嘔吐とか…ひどいときには痙攣を起こして命にかかわることがある」「糖質制限をしすぎると、脱毛がひどくなる」と指摘した。相方の吉田は「むちゃくちゃ無理な糖質制限していて、ほんまバターしか食べないみたいなこともやっとったんですよ」と証言し、吉田はその時に小杉から動物っぽい臭いがしたと言うと、桐村里沙医師も「脂が酸化した臭いがしていたはずです。早期加齢臭とか加齢臭の手前…」と語った[29]。
- 京都出身なのに、三条大橋の高山彦九郎の銅像が誰のものかを知らず、ずっとその場所を「土下座前」と呼んで来た。

## 出演

### テレビ番組
レギュラー番組
- ザ・クイズマンショー（テレビ朝日）- 準レギュラー
- フットンダ（中京テレビ）- 常連モジリストとして不定期出演
- 戦え!スポーツ内閣（2016年10月5日 - 2020年9月23日、毎日放送） - 長官（レギュラー） [30]
- ブラマヨ小杉の走れ!こすっちょ!（2022年3月21日 - 、BSよしもと）
- ファイナルファンタジーXIV パーティーメンバー募集中!（2022年7月9日 - 9月24日、BSよしもと）
- ラヴィット!（TBSテレビ）- 不定期出演
- ぽかぽか（2024年4月2日 - 、フジテレビ）- 火曜レギュラー[31]
- バナナサンド（TBSテレビ）

特別番組
＊MCもしくはメインキャスト
- 小杉×後藤 なんでやねん×なんでやねん（2012年10月6日、テレビ朝日）
- 小籔・小杉・西田の家族の嵐（2013年1月3日、ABCテレビ）
- ブラマヨ小杉のいいね!ハンターズ（2017年3月19日・7月23日・2018年3月27日、関西テレビ）
- 日曜ビッグバラエティ「楽しく学べる!最強教科書クイズ」（2021年2月28日、テレビ東京） - MC
- ブラマヨ小杉のおきなわ激レア☆アドベンチャー（2021年8月15日・2022年8月7日・2023年8月6日、琉球放送）
- 今年最後に…アナタに逢えた!（2021年12月30日、テレビ東京）- MC
  - 日村・小杉・飯塚のようこそ!再会の夜に（2022年8月6日、テレビ東京）※上記第二弾
- THE百人力（2022年8月6日、関西テレビ）- MC
- 復活!ロストグルメ〜スターを救ったあの一皿〜（2022年10月15日、CBCテレビ）- MC[32]
- 世界シン定番メシ〜これ100%日本人が好きなヤツ〜（2024年3月17日・5月17日・12月13日、フジテレビ）- MC[33]
- ブラマヨ小杉のヘルシー食いしん坊（2025年3月15日、BSフジ）[34]

### ウェブ番組
- THE 10ミニッツ!〜今しか見られない極上10分ネタSP〜（FANY Online Ticket、2022年3月11日）- MC[35]
- THE 10ミニッツ!NEXT（FANY Online Ticket、2022年7月29日）- MC[36]
- THE 10ミニッツ!〜渾身の10分ネタ祭り、再び!（FANY Online Ticket、2022年11月11日）- MC[37]
- ここがあぶない！あぶ刑事 徹底解剖スペシャル映像 前篇[38]・後編[39]（2024年5月、YouTube東映映画チャンネル）

### テレビドラマ
- 異世界居酒屋「のぶ」 （WOWOW） - フランク 役
  - Season 1（2020年5月16日 - 7月17日）[40]
  - Season 2 〜魔女と大司教編〜（2022年5月27日 - 7月29日）[41]
  - Season 3 〜皇帝とオイリアの王女編〜（2023年1月13日〈予定〉 - ）[42]
- 日本沈没-希望のひと-第1話（2021年10月10日、TBS） - 情報ワイド番組の司会 役

### ウェブドラマ
- 全裸監督2（2021年6月24日 全話配信、Netflix） - 通行人 役

### テレビアニメ
- カミワザ・ワンダ（2016年） - ワンダー王

### 映画
- 日常（2006年）
- 日常〜恋の声〜（2007年）
- さらば愛しの大統領（2010年、警官）
- サンブンノイチ（2014年、金森健）

### 劇場アニメ
- 不思議の国でアリスと -Dive in Wonderland-（2025年公開予定） - ハンプティダンプティ 役[43]

### 吹き替え
- アントマン（2015年） - ルイス〈マイケル・ペーニャ〉 役[44]
- アントマン&ワスプ（2018年） - ルイス〈マイケル・ペーニャ〉 役[45]

### CM
- ドウシシャ ROBRO-TV「ROBROの吉田」（2010年3月）
- ひらかたパーク 「ひらパー兄さん」（2009年4月）
- エイチ・アイ・エス 「今すぐ飛んでいきたい」（2010年11月）
- スバル（富士重工業） 「最大10万円返ってくるキャンペーン」（2011年2月）
- サントリー 「金麦」夏祭り編（2011年7月）

### 楽曲
- スキマスイッチ - スキマスイッチのこのヘンまでやってみよう（2021年）
  - スキマスイッチのYouTube番組「スキマスイッチのこのヘンまでやってみよう」の番組ジングル。
  - 曲の最後に、この楽曲のために録音した小杉本人の「ヒーハー!」が流れる[46]。

## 著書
- 『薄毛の品格』（ISBN 4847018222 、ワニブックス、2009年2月）
- 『ゆる~く走ってゆる~く痩せる! ブラマヨ小杉の走れ!こすっちょ』 KADOKAWA 2024.6